# The Twain Shall Meet
The Twain Shall Meet, ett musikalbum av Eric Burdon & the Animals släppt våren 1968 på MGM Records i Storbritannien och USA. Eric Burdon hade vid det här laget utvecklat ett psykedeliskt sound som var mycket annorlunda jämfört med den R&B-influerade popen och rocken han spelat med Animals bara tre år tidigare.
Albumet sålde bättre i USA än i hemlandet. "Monterey" och "Sky Pilot" blev hits i USA. "Monterey" var även en mindre hit i Sverige där den nådde plats #17 på Kvällstoppen.

## Låtlista
Sida 1
1. "Monterey" – 4:18
2. "Just the Thought" – 3:47
3. "Closer to the Truth" – 4:31
4. "No Self Pity" – 4:50
5. "Oranges and Red Beams" – 3:45

Sida 2
1. "Sky Pilot" – 7:27
2. "We Love You Lil" – 6:48
3. "All Is One" – 7:45

- Alla låtar skrivna av the Animals.

## Medverkande
Musiker
- Eric Burdon – sång
- John Weider – gitarr, fiolin
- Vic Briggs – gitarr
- Danny McCulloch – basgitarr, sång
- Barry Jenkins – trummor

Produktion
- Tom Wilson – musikproducent
- Val Valentin – ljudtekniker
- Ami Hadani – ljudtekniker
- Gary Kellgren – ljudmix
- Acy Lehman – omslagsdesign
- Fred Otnes – omslagskonst